# Shahrestān-e Bāfq
Shahrestān-e Bāfq (persiska: شهرستان بافق, بافق) är en delprovins (shahrestan) i Iran.   Den ligger i provinsen Yazd, i den centrala delen av landet, 600 km sydost om huvudstaden Teheran.
Delprovinsen hade 50 845 invånare 2016.